# Clima de Escocia

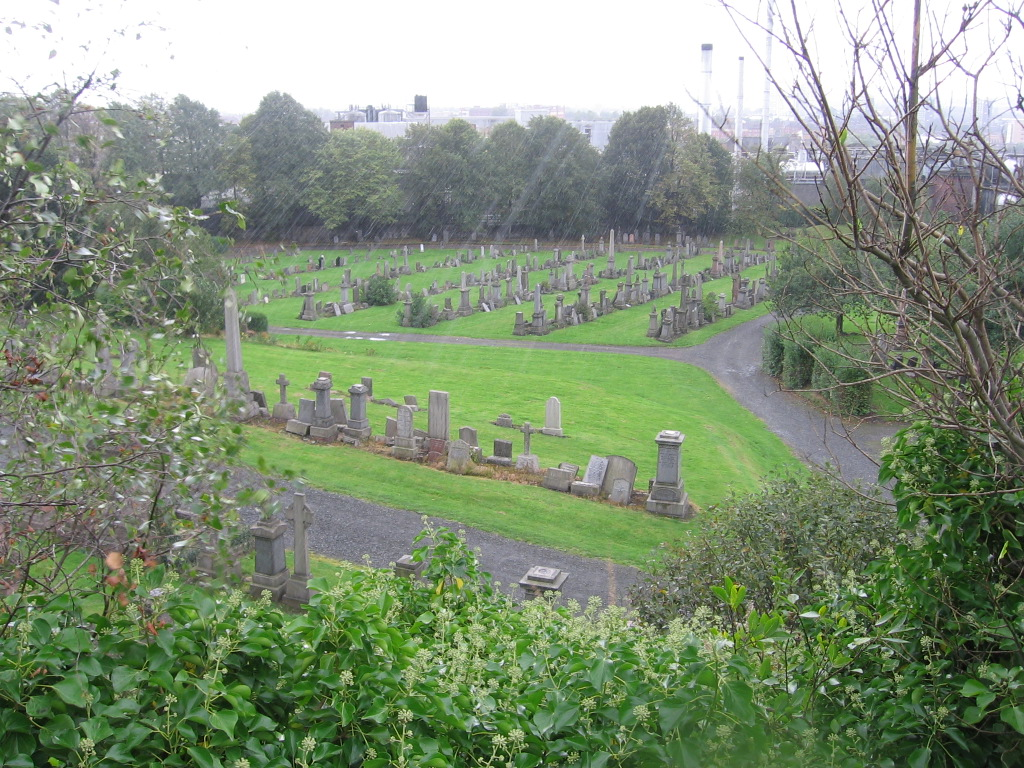
Llovizna en la necrópolis de Glasgow.

El clima de Escocia es templado (clasificación climática de Köppen Cfb), con tendencia a ser variable, pero raramente extremo. Es entibiado por la corriente del Golfo del Atlántico, así para su latitud N es mucho más cálida que otras áreas con similares latitudes, por ejemplo Labrador en Canadá—donde el mar enfría especialmente los inviernos, y los témpanos son figuras comunes en primavera y principios del verano.

## Temperatura
Escocia ocupa el sector norte, más fresco de Gran Bretaña, así las temperaturas son generalmente más bajas que en el resto de UK, con las mínimas térmicas de todo UK de -27,2 °C registrado en Braemar, en los montes Grampianos, el 10 de enero de 1982, y en Altnaharra, Highland, el 30 de diciembre de 1995. Las máximas medias de invierno: 5,0 a 5,7 °C; máximas medias de verano: 20-25 °C. En general, las áreas costeras occidentales de Escocia son más cálidas que las del este y las interiores, debido a la influencia cercana de las corrientes atlánticas, y a las Tº superficiales más frías del mar del Norte. La Tº máxima absoluta registrada fue de 32,9 °C en Greycrook, Scottish Borders el 9 de agosto de 2003.
En la última centuria, el invierno más frío fue el de 1963 (Tº media 0,19 °C) y el más cálido 1989 (media 5,15 °C). El verano más cálido fue 2003 (media 14,1 °C) y el más frío 1922 (media 10,64 °C).  Desde 1991, solo 5 inviernos y 4 veranos han tenido medias máximas más bajas del promedio, referido al periodo 1971 - 2000).

## Lluvias y recargas del perfil de suelo

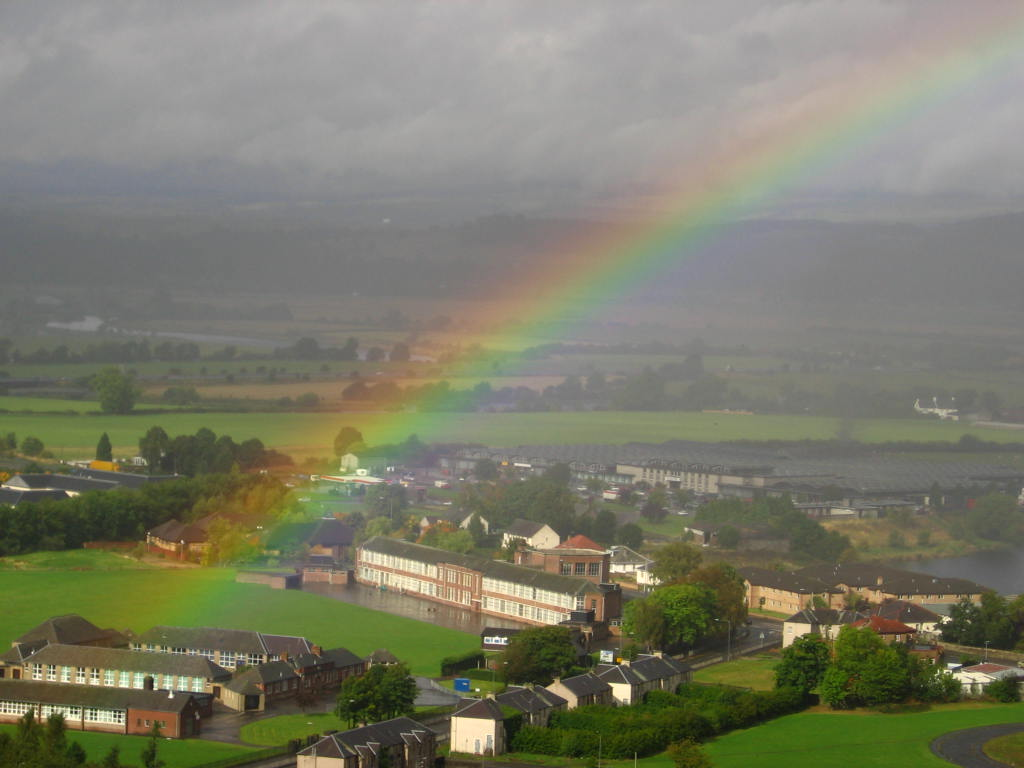
Arco iris en Stirling.

Los totales de lluvia varían mucho en Escocia— sus highlands occidentales son uno de los lugares más húmedos de Europa: 4.577 mm de lluvia anual Debido a su topografía montañosa de las Highlands occidentales, ese tipo de precipitación es orográfica, con un aire cálido, húmedo, forzado a ascender al contactarse con la costa montañosa, donde consecuentemente se enfriará y se condensará, formando nubes. En comparación, mucho del este de Escocia recibe menos de 870 mm anualmente; perteneciendo a la sombra orográfica de las alturas occidentales. Este efecto es más pronunciado a lo largo de las costas de Lothian, Fife, Angus, Aberdeenshire oriental, como así también en las cercanías de la ciudad de Inverness. Inchkeith en Firth of Forth, recibe solo 550 mm de precipitación anual,  similar a Rabat en Marruecos, y menos que Sídney o Barcelona. Además, como resultado de aquello, las costas noroeste tienen cerca de 265 días de lluvia anual, y decae hacia el sudeste a un mínimo de cerca de 170 días a lo largo de la costa en el este de Lothian.
Las nevadas son menos comunes en las tierras bajas, pero va haciéndose más habitual con la altitud. Partes de Highlands tienen 36 a 105 días de nevadas por año, mientras algunas áreas costeras occidentales tienen de 0 a 6 días con nieve por año.

## Soleados
Escocia tiene reputación de nubosidad y eso es más notable durante sus relativamente días cortos invernales. La cantidad máxima de días de sol mensuales son 329 h en Tiree en mayo de 1946, y de 1975; mientras su mínimo, fue de meros 36 min, registrado en Cabo Wrath en las Highlands en enero de 1983. Dundee es la ciudad más soleada de Escocia. En el día más largo del año no hay completa oscuridad sobre las islas norteñas de Escocia. Lerwick, Shetland, tiene cerca de cuatro horas de más horas de luz a mediados de verano que Londres, aunque eso es revertido a mediados del invierno. Los totales anuales medios de días soleados varían desde 711–1140 h en las highlands y en el noroeste, a  1471–1540 h en las costas del extremo este y sudoeste. Las horas medias anuales de días soleados sobre todo el territorio es de 1160 (tomando 1971 - 2000 como estándar) significando que el sol brilla un 35% del tiempo.

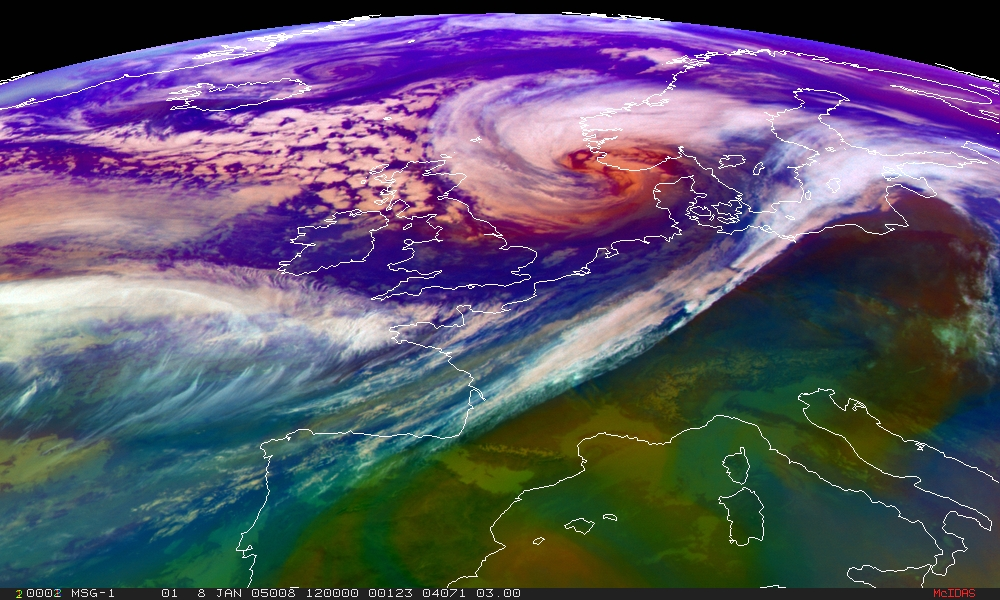
Imagen de satélite de la "tempestad de viento europea", 8 de enero de 2005.

## Vientos
Escocia yace en el recorrido de las depresiones este atlánticas, lo que brinda viento y nubosidad, regularmente todo el año.
En común con el resto de UK, el viento prevalece del sudoeste, dando aire cálido y húmedo del Atlántico. Las áreas más ventosas de Escocia son las norteñas y occidentales; partes de las Islas Hébridas Exteriores, las Orcadas y las Shetland que tienen más de 30 días ventosos por año. Depresiones vigorosas del Atlántico —conocidas como tempestad de viento europeas—son un acontecimiento común en otoños e inviernos en Escocia.